# Eugène Billy
Jean Eugène Billy, né le 30 mars 1830 à Metz (Moselle) et mort le 20 novembre 1878 à Spincourt (Meuse), est un homme politique français.

## Biographie
Jean Eugène Billy naît à Metz en Moselle, le 30 mars 1830, d'un confiseur bourguignon venu en 1818. Il se destine d'abord au notariat, faisant des études de droit. Après ses études, Billy s'inscrit au barreau de Metz. En 1848, sous la IIe République, il est nommé conseiller de préfecture à Metz, mais il révoqué l'année suivante. Après le Coup d'État du 2 décembre 1851 de Louis-Napoléon Bonaparte, il est interné à Spincourt pour ses convictions républicaines. Il s'installe à Spincourt avec sa femme, fille d'un notaire. À la mort de son beau-père, il hérita d'une grande fortune et créa une exploitation agricole et se retirant de la vie politique.
Mais en 1860, il est élu conseiller municipal de Spincourt puis candidat pour l'arrondissement en 1861 mais il fut largement battu. En 1867, Jean Eugène Billy devient conseiller d'arrondissement au Conseil général de la Meuse, s'opposant ouvertement aux mesures gouvernementales. Il se présente en 1869 aux élections législatives comme seul républicain du département mais il est battu. Lors des cantonales de 1870, il est évincé par un notaire bonapartiste, Siterlet.
Durant l'occupation après la guerre de 1870, il défendit ses concitoyens en diminuant les réquisitions et en recueillant des prisonniers évadés qu'il aida à faire passer en Belgique. Le 8 février 1871, après la chute de Napoléon III, il est élu à l'Assemblée nationale dans la circonscription de la Meuse. À la fin de la Guerre franco-allemande de 1870, Jean Eugène Billy proteste avec les députés protestataires d'Alsace et de Moselle contre toute cession de territoire au nouvel Empire allemand. Il propose aussi un projet de loi visant à conserver le nom du département de la Moselle, aux arrondissements de ce département restés français. Ces derniers seront toutefois intégrés au nouveau département de Meurthe-et-Moselle et la Moselle disparaîtra pour devenir le district de Lorraine. Inscrit à l'Union Républicaine, il vote avec les républicains pour le retour de l'Assemblée à Paris et pour les lois constitutionnelles de 1875. Il devient aussi maire de Spincourt et entre le 8 octobre 1871 au Conseil général de la Meuse où il dirige le groupe d'opposition républicain.
Réélu le 20 février 1876 sur l'arrondissement de Montmédy, il fait partie des 363 opposants au ministère de Broglie. Eugène Billy est réélu le 5 mai 1878 après l'invalidation de son concurrent Gustave d'Egremont. Jean Eugène Billy décéde peu après à Spincourt, le 20 novembre 1878. Il fut inhumé dans le nouveau cimetière de Spincourt sur un terrain offert par Eugène Billy quelque temps plus tôt.